# 유사 (안성효후)
안성효후 유사(安成孝侯 劉賜, ? ~ 52년)는 후한의 종실로, 자는 자금(子琴)이며 남양군 채양현 사람이다. 한 경시제·후한 광무제와 같은 용릉절후 가문으로, 창오태수 유리(劉利)의 손자라 아버지는 누군지 알 수 없지만 경시제의 사촌 형제며, 광무제의 족형이다. 경시제를 섬겨 대사도를 역임했고 완왕에 봉해졌으며, 하북 원정의 대장으로 광무제를 추천해 광무제가 경시제에게서 독립하는 계기를 마련했다. 경시제 멸망 후 후한에 투항했다.

## 생애
어려서 고아가 됐고, 형 유현이 원수를 갚고자 사람을 죽이니 관리가 유현을 체포해 죽였다. 이에 유현의 아들 유신과 함께 밭과 집을 팔아서 자객을 사 관리에게 보복하고, 함께 달아나 숨어 지내다 사면됐다. 유인이 거병하자 종군했다.
경시 원년(23년), 유인이 가담한 녹림군에서 경시제를 황제로 세우니, 광록훈이 되고 광한후에 봉해졌다. 경시제가 유인을 질시해 죽인 후 유인 대신 대사도가 됐다. 이때 여남에는 유망이 황제를 자칭하고 있어 경시제의 명령으로 공격했으나, 유망의 장수 장우와 진무에게 격파됐다. 경시제는 유신을 분위대장군(奮威大將軍)으로 삼아 유사를 대신하여 유망을 공격하게 했고, 유사는 자신과 함께 낙양으로 돌아오게 했다.
경시제가 가까운 장수로 하북을 치려 하자, 유인의 동생 광무제를 추천했다. 유인 모살의 주모자인 주유 등이 반대했고 경시제도 의심을 했으나, 유사가 강력하게 권해 광무제는 대사마가 되고 절을 지녀[지절(持節)] 황하를 건너 원정했다. 그리고 유사는 승상이 돼 먼저 장안으로 가 종묘와 궁실을 수리하고 경시제를 장안으로 맞이했다. 경시제는 장안으로 천도한 후 유사를 완왕으로 봉하고 전대사마(前大司馬)에 임명해 사지절(使持節)로서 관동을 맡겼다. 경시 2년(24년), 봉국 완으로 가서 6부병을 관할했다.
이해, 경시제가 적미군에게 격파되자, 6부병도 유사를 배반하고 흩어져 달아나, 완을 떠나 남양군 육양현을 지켰다.
광무제가 즉위하자, 서쪽 무관으로 가서 경시제의 처자를 맞이하고, 낙양으로 가서 광무제에게 투항했다. 충성심으로 인해 광무제가 기뻐해 건무 2년(26년) 신후(愼侯)에 봉했고, 건무 13년(37년)에는 안성후로 봉했다. 건무 28년(52년)에 죽어 아들 유민이 뒤를 이었다.

## 출전
범엽: 《후한서》 권14 종실삼왕사후전 중 안성효후